# Очимбингве
Очимбингве (англ. Otjimbingwe) — населённый пункт на западе Намибии, на территории области Эронго. Входит в состав округа Карибиб.

## История

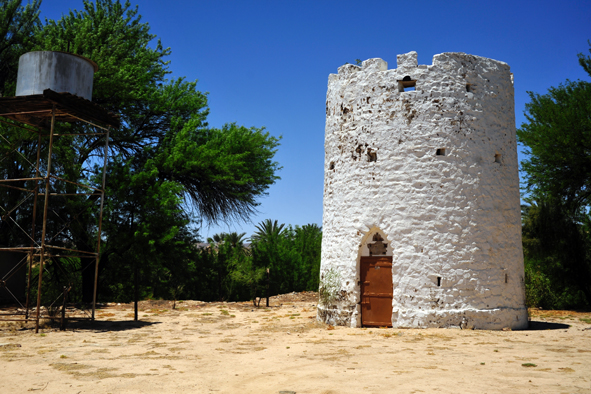
Пороховая башня в Очимбингве, построенная жителями в 1870 году

Возникновение Очимбингве связано с деятельностью Рейнского миссионерского общества, представители которого обосновались здесь в 1843 году. В 1863 году ими был основан посёлок. В 1867 году была построена церковь, являющаяся одной из главных достопримечательностей Очимбингве. Под управлением имперского комиссара Эрнста Генриха Геринга (отца рейхсмаршала Германа Геринга) посёлок стал местом размещения колониальной администрации Германской Юго-Западной Африки.

## Географическое положение
Посёлок находится в восточной части области, на правом берегу реки Свакоп, на расстоянии приблизительно 92 километров к западу-северо-западу (WNW) от столицы страны Виндхука. Абсолютная высота — 844 метра над уровнем моря.

## Население
По данным официальной переписи 1991 года численность населения составляла 3000 человек.
Динамика численности населения Очимбингве по годам:
| 1981  | 1991  | 2013   |
| ----- | ----- | ------ |
| 2 500 | 3 000 | 10 981 |